# Lefty Frizzell
William Orvill 'Lefty' Frizzell (Corsicana, 31 maart 1928 - 19 juli 1975) was een Amerikaanse countryzanger.

## Jeugd
Lefty Frizzell werd in 1928 geboren als zoon van Naamon en A.D. Frizzell in Corsicana. De familie verhuisde kort na zijn geboorte naar El Dorado. Van zijn acht broers en zussen werkten ook zijn broers David en Allan in de muziekbusiness, Al op 10-jarige leeftijd probeerde hij de songs van zijn idool Jimmie Rodgers na te zingen en trad een jaar later daarmee voor de eerste keer publiekelijk op tijdens een schoolvoorstelling.
In 1940, op 12-jarige leeftijd, won hij bij de radiozender KELD in El Dorado een talentenjacht, ondertussen had hij ook gitaar leren spelen. Nadat zijn vader was opgeroepen voor zijn militaire dienstplicht, begon Lefty Frizzell het inkomen van de familie op te beteren met gelegenheidsbaantjes. Daarbij behoorden ook optredens in danszalen in Greenville. Na een hernieuwde verhuizing naar Paris kreeg hij bij de radiozender KPET een 15 minuten durende show. Al toen begon hij zijn eigen songs te schrijven, waarmee hij in 1944 tijdens een talentenjacht wederom succes had.
In maart 1945 op 16-jarige leeftijd trouwde hij met Alice Harper en verhuisde met haar naar Authers in Oklahoma, waar hij elf maanden later vader werd van een dochter. Na de terugkeer van zijn vader uit de oorlog verhuisden beide families naar Roswell, waar hij bij de zender KFGL een half uur durend programma kreeg, dat echter niet echt succesvol was, zodat hij spoedig een uur zendtijd kreeg. In april 1948 presenteerde hij zich bij de zender KWKH om te beginnen bij het populaire programma Louisiana Hayride, maar hij werd afgewezen ten gunste van Hank Williams. Daardoor realiseerde hij zich, dat hij een band nodig had.

## Carrière
Aan het begin van de jaren 1950 was hij met zijn band Westerneers een plaatselijke grootheid. Zijn fans overtuigden hem om een plaat op te nemen en aldus ging hij met proefopnamen naar Dallas, waar hij Jim Beck ontmoette. De opnamen vonden plaats tussen 25 juli 1950 en 11 januari 1951. Vervolgens ging hij op tournee. In januari 1952 waren zeven van zijn opnamen vertegenwoordigd in de Billboard Hot 100. Tijdens de daaropvolgende jaren tot aan zijn dood volgden talrijke plaatopnamen en liveoptredens.

## Onderscheidingen
Frizzell werd in 1972 opgenomen in de Nashville Songwriters Hall of Fame. Voor de song If You've Got The Money, I've Got The Time kreeg hij een Grammy Hall of Fame Award.

## Overlijden
Door het succes verergerde zijn alcoholverslaving en op 19 juli 1975 overleed hij op 47-jarige leeftijd aan de gevolgen van een beroerte. Hij werd bijgezet op het Forest Lawn Memorial Gardens in Goodlettsville in Tennessee.
- Biblioteca Nacional de España: XX1795607
- Bibliothèque nationale de France: cb13894184x (data)
- Gemeinsame Normdatei: 11929673X
- International Standard Name Identifier: 0000 0000 6156 7255
- Library of Congress Control Number: n82091540
- MusicBrainz: bc1c9fba-bb4a-4f4a-91d2-ecf891376434
- Nationale Bibliotheek van Tsjechië: xx0096780
- Nationale Bibliotheek van Israël: 987007332269305171
- Nederlandse Thesaurus van Auteursnamen: 097740152
- SNAC: w6z89bcr
- Trove: 1481044
- Virtual International Authority File: 61731847
- WorldCat: E39PBJtmx7yPyCqPbmRcg4MpT3